# Emanuelle in America
Emanuelle in America è un film del 1976, diretto da Joe D'Amato.
Terzo film della serie Emanuelle nera e secondo con la regia di D'Amato, Emanuelle in America è probabilmente il più efferato della serie, per via dello snuff movie mostrato alla metà del film a pezzetti e, intero, verso la fine.
La pellicola, come abitudine di D'Amato, che contamina vari generi quali l'erotico, il porno, l'avventuroso, il thriller e l'horror, uscì in Italia in versione soft, ma circolò all'estero in versione hard. Tale versione fu girata dagli attori Christiane Minutelli, Marina Frajese e Rick Martino (più un altro attore non identificato). Nel 2004 è uscita anche in Italia questa versione, in DVD.

## Trama
Emanuelle è una fotoreporter che lavora per un giornale scandalistico. Il suo direttore la manda in giro per il mondo in cerca di scoop. Ritornata a New York, riesce a entrare a fare parte dell'harem della villa del miliardario Van Darren, per un servizio di rara importanza. Il colpo fotografico riesce e, dopo gli elogi del suo direttore, Emanuelle viene invitata a Venezia, nel palazzo di un duca, amico di Van Darren che l'ha aiutata a fuggire dalla villa, dove fotografa una festa molto particolare durante la quale a ognuno degli invitati viene offerta una fetta di torta: chi vi troverà un confetto d'oro riceverà un premio speciale.
Finito il divertimento, la protagonista deve ripartire per un reportage in un club su un'isola dei Caraibi. Qui inizia a scattare di nascosto preziose foto sugli strani personaggi e sugli strani riti che animano il club, scoprendo un postribolo per donne facoltose; quindi in Sudamerica fa la sua scoperta più sconvolgente, assistendo a una serie di snuff movies che mostrano le torture di un gruppo di militari ai danni di un gruppo di ragazze, le quali vengono filmate e guardate da un politico sadico. La sua identità di fotoreporter viene però scoperta e, sotto la minaccia di essere tenuta prigioniera, deve restituire il prezioso rullino.
Tornata a New York, Emanuelle nota su un giornale la foto di una donna scomparsa: certa di averla vista al club dei Caraibi, si servirà dell'aiuto di un ex poliziotto e di tutti i suoi "mezzi" per riuscire a risolvere il caso. Alla fine, la ragazza si reca in Africa, dove partecipa a una festa e viene scelta da un principe come sua sposa. Prima del matrimonio, però, Emanuelle fugge verso nuove avventure.

## Produzione
Il film fu girato a Venezia, Roma, New York e Washington. La lussuosa villa che si vede nel film (nella finzione vicino a New York) è la famosa villa dell'Olgiata a Roma, molto utilizzata nel cinema italiano durante gli anni '70, '80 e '90, in oltre sessanta film.

### Sceneggiatura
Il soggetto e la sceneggiatura del film portano la firma del regista Piero Vivarelli e di Maria Pia Fusco, in seguito nota giornalista de la Repubblica. I due sceneggiarono anche altri capitoli della serie Emanuelle nera.

### Regia
Dopo Emanuelle nera - Orient Reportage, Joe D'Amato diresse il suo secondo film della serie Emanuelle nera, imponendo il suo stile fatto di contaminazioni di generi vari e caratterizzando definitivamente Emanuelle come una donna libera, coraggiosa e disinibita.
Le scene hard furono girate per volere dei distributori francesi e olandesi, e furono girate quasi per caso. Mentre si stava simulando una scena di sesso un attore ebbe un'erezione e D'Amato iniziò a stuzzicare l'attrice che doveva girare la scena, tanto che ella praticò una vera fellatio all'attore. Quando il produttore vide quella scena, decise di inserire scene hard. Per questo fu chiamata sul set Marina Frajese, che già aveva avuto esperienze nel porno. Tra le scene più forti, da segnalare quella zooerastica, in cui una donna masturba un cavallo.

### Riprese

Una sequenza dello snuff movie che scopre Emanuelle

Per realizzare le sequenze degli snuff fu chiamato il celebre truccatore ed effettista Giannetto De Rossi. Gli effetti speciali da lui realizzati furono così credibili da far scambiare a molti le sequenze realizzate per veri snuff. Anche una delle ragazze che interpretarono le sequenze, quando si rivide sul grande schermo rimase così scioccata da far causa alla produzione, perdendola.
Le torture che i militari infliggono alle donne loro prigioniere riguardano ganci attaccati alle mammelle, olio bollente fatto ingurgitare a forza con un imbuto, falli di ferro forniti di lame su cui vengono sedute le vittime e una museruola che squarcia il volto di una donna stuprata.
D'Amato girò le sequenze riguardanti gli snuff con la macchina a mano, graffiando e sovraesponendo la pellicola e inserendo le tipiche "sfiammate" di fine rullo.

## Colonna sonora
Nella colonna sonora del film vi sono due canzoni, Emanuelle in America e Naked Emanuelle, scritte da Nico Fidenco ed eseguite dal gruppo romano degli Armonium.

## Censura
Alla sua uscita il film fu sequestrato dal Tribunale di Avellino e giudicato «pellicola offensiva del comune senso del pudore».

## Accoglienza

### Incassi
Il film incassò in Italia complessivamente 630 072 695 lire.

### Critica
All'epoca della sua uscita, il film non fu gradito dalla critica cinematografica italiana. Claudio G. Fava scrisse sul Corriere Mercantile: «Indefinibile "collage" di frammenti erotici e pseudoerotici, smozzicato dai tagli di censura che hanno tranciato gli amplessi (umani o zooerastici, a scelta), i quali rappresentavano l'unica ragione d'essere del filmetto, questo Emanuelle ha l'aria, volontaria o involontaria che sia, d'una parodia di un porno fumetto».
In tempi più recenti il film è stato rivalutato da molte riviste di genere come Nocturno, che scrive: «Al di là della struttura fumettistica che Emanuelle in America ha introdotto nella serie, il film è giustamente da considerarsi un'opera cardine nella vita e nella filmografia di Joe D'Amato, e non soltanto perché rappresenta il cosiddetto punto di non ritorno verso una cinematografia, quella erotica, che occupa il novanta per cento della sua produzione, ma anche e soprattutto perché per la prima volta il regista crea quella contaminazione di generi capace di dar vita a pellicole curiose e irriverenti, che lo hanno sempre distinto nel panorama italiano dell'epoca».

## Collegamenti ad altre pellicole
- Una scena di zoofilia è presente anche in Caligola - La storia mai raccontata, diretto da D'Amato nel 1982.

## Titoli per l'estero
Il film uscì in Francia come Black Emanuelle en Amérique, in Germania Ovest come Black Emanuelle - Stunden wilder Lust.